# 阿南市立伊島小学校
阿南市立伊島小学校（あなんしりつ いしましょうがっこう）は、徳島県阿南市伊島町瀬戸にある公立小学校。2022年度から休校中。

## 概要
- 伊島いい島プロジェクトでは、漂着物を再利用してアート作品を作り、ごみのことについて訴える活動をしている[2]。
- 2016年1月26日、伊島いい島プロジェクト・キャンドルナイトを実施した[3]。
- 2021年度時点で児童数は3名[4]

## 沿革
- 1879年 - 公立伊島小学校を創立。
- 1886年 - 公立伊島簡易小学校と改称。
- 1894年 - 椿村伊島小学校と改称。
- 1928年 - 椿村伊島尋常高等小学校と改称。
- 1932年 - 那賀郡伊島伊島尋常高等小学校と改称。
- 1941年 - 那賀郡伊島国民学校と改称。
- 1947年 - 那賀郡伊島小学校と改称。
- 1958年 - 町村合併により、徳島県阿南市伊島小学校となる。
- 2022年3月末 - 現在休校中

## 校歌
- 作詞: 福谷竹雄
- 作曲: 撫養光男
- 編曲: 富永照美

## 関連学校
- 阿南市立伊島中学校